# 3-torus

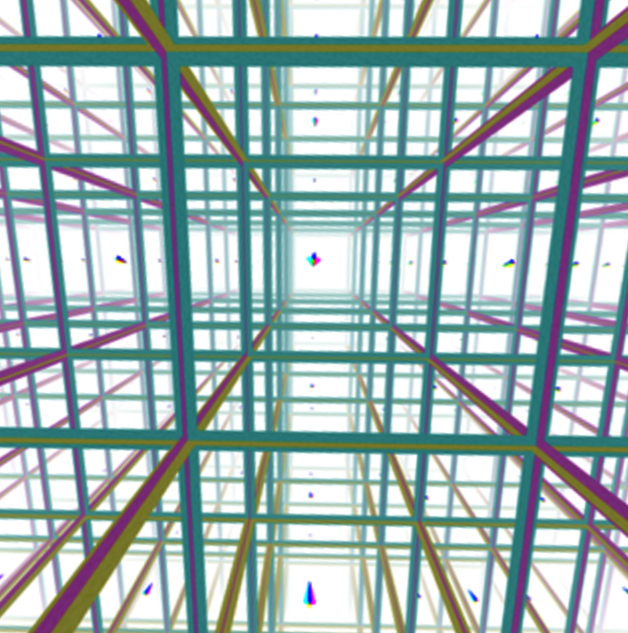
Een blik vanuit een 3-torus. Alle kubussen in de afbeelding zijn dezelfde kubus. Het licht loopt in een gesloten lus, zodat in het beeld elke kubus zich herhaalt.

Een driedimensionale torus, of 3-torus, wordt gedefinieerd als elke topologische ruimte die homeomorf is met het Cartesisch product van drie cirkels, {\displaystyle \mathbb {T} ^{3}=S^{1}\times S^{1}\times S^{1}}. 
De tweedimensionale torus is het Cartesiaanse product van  twee cirkels.
De 3-torus is een driedimensionaal compact verdeelstuk zonder grenzen. Het kan worden verkregen door de drie paren tegenover elkaar liggende oppervlakten van een kubus elk aan elkaar te ‘lijmen.’ Dat lijmen kan intuïtief worden aangevoeld   aan de hand van een deeltje dat zich binnen de kubus voortbeweegt. Na enige tijd zal dat deeltje een punt op het oppervlak bereiken. Als het deeltje door het oppervlak heen gaat, lijkt het binnen dezelfde kubus voort te komen uit het overeenkomstige punt aan de andere kant van de kubus. Daardoor ontstaan binnen het geheel periodieke randvoorwaarden. 
Een tweedimensionale torus kan analoog gezien worden als een eindige cilinder, waarvan de twee uiteinden aan elkaar gelijmd zijn. Een deeltje dat daar doorheen beweegt komt ook weer op dezelfde plaats terug.

Illustratie van een deeltje dat uit het midden van de kubus vertrekt en daar weer terugkeert, achtereenvolgens in de x-, y- en z-richting.

Het  lijmen van slechts één paar tegenover elkaar liggende vlakken produceert een massieve torus, terwijl het lijmen van twee van deze paren de ruimte tussen twee in elkaar liggende torussen oplevert.

## Gedachtenexperiment
Een waarnemer die zich in de 3-torus bevindt, zou, in welke richting deze ook kijkt, zichzelf terugzien, omdat lichtstralen die van de waarnemer afstralen na verloop van tijd weer op dezelfde plaats terugkomen. Als de kubus niet al te groot is ziet de waarnemer - recht vooruit kijkend - zichzelf op de rug. Als de waarnemer naar boven kijkt ziet deze zijn voeten. Naar beneden kijkend ziet deze de bovenkant van het eigen hoofd.
Als de waarnemer vooruit gaat lopen, ziet deze zichzelf weglopen. Hij of zij kan zichzelf dan ook niet inhalen of bereiken. Dat kan fundamenteel ook niet lukken, want hoeveel versies de waarnemer van zichzelf ook ziet, er is slechts één persoon in de 3-torus, en dat is de waarnemer zelf.
Als de torus erg groot is, ziet de waarnemer vanwege de eindige waarde van de lichtsnelheid een beeld van zichzelf in het verleden.
In het geval dat er zich vaste sterren in de kubus zouden bevinden, en als de waarnemer zou gaan bewegen, dan passeert deze telkens opnieuw dezelfde sterren. Die herhaling van dezelfde voorwerpen is moeilijk voorstelbaar.

## Toepassing
In 1984 stelden Alexei Starobinsky en Yakov Zeldovich van het Landau Instituut voor Theoretische Fysica in Moskou een kosmologisch model voor waarin de vorm van het universum een 3-torus is, de zogenaamde donuttheorie. Anno 2024 is er geen enkele aanwijzing dat dit complexe model de waarnemingen beter kan voorspellen dan het geaccepteerde vlakke model.
Indien bij waarnemingen van het universum zou blijken dat er zich telkens herhalende elementen in te bevinden zijn, zou dat een aanwijzing kunnen zijn voor deze theorie.